# 大津テレビ送信所・中継局
大津テレビ送信所・中継局（おおつテレビそうしんしょ・ちゅうけいきょく）は、滋賀県大津市の宇佐山山頂にある、滋賀県のテレビジョン放送親局などの電波を送信している施設のこと。

## 概要
滋賀県は、近畿地方の中心部から離れていることから、この放送所は1960年、まずNHK大阪放送局によってVHF波による中継局（実験局）として設置された。
その後、近畿各県のNHK放送局で総合テレビの府県域放送がスタートすることになったため、UHF波に転換。送信所も大津局に移管された。また、近畿広域圏の民放各社が中継局を、地元民放のBBCびわ湖放送が親局を、それぞれ設置した。
地上デジタルテレビ放送については、NHK大津総合・大阪教育が先行。民放は広域圏各局とBBCともに、遅れてスタートした。
大津市は京都市と隣りあわせで、県の南西端に位置していることもあり、主に東側や琵琶湖方向に指向性が設けられており、これにより県南西部を広くカバーしている。

## 施設概要

### 所在地
- 大津市錦織町平尾487番地（宇佐山山頂。関係者以外は立入禁止）

### 地上デジタルテレビジョン放送設備
- 県域局以外は中継局であり、本欄におけるコールサイン表記は総務省が免許に「局名」として表記しているものである。デジタルテレビにおける中継局の局名表記は、かつてのアナログテレビとは異なる（局名略称等+中継局名+DTV。NHKの場合はNHK+中継局名+総合はDG・教育はDE）。

| リモコン キーID | 放送局名           | コールサイン | 物理 チャンネル | 空中線電力 | ERP  | 放送対象 地域 | 放送区域 内世帯数 | 開局年月日    |
| --------------- | ------------------ | ------------ | --------------- | ---------- | ---- | ------------- | ----------------- | ------------- |
| 1               | NHK 大津総合       | JOQP-DTV     | 26ch            | 100W       | 780W | 滋賀県        | 約20万世帯        | 2005年 4月1日 |
| 2               | NHK 大阪教育       | NHK大津DE    | 13ch            | 30W        | 180W | 全国          | 約18万世帯        | 2005年 4月1日 |
| 3               | BBC びわ湖放送     | JOBL-DTV     | 20ch            | 100W       | 720W | 滋賀県        | 約20万世帯        | 2006年10月1日 |
| 4               | MBS 毎日放送       | MBS大津DTV   | 16ch            | 30W        | 180W | 近畿広域圏    | 約18万世帯        | 2006年10月1日 |
| 6               | ABC 朝日放送テレビ | ABC大津DTV   | 15ch            | 30W        | 180W | 近畿広域圏    | 約18万世帯        | 2006年10月1日 |
| 8               | KTV 関西テレビ放送 | KTV大津DTV   | 17ch            | 30W        | 180W | 近畿広域圏    | 約18万世帯        | 2006年10月1日 |
| 10              | ytv 讀賣テレビ放送 | ytv大津DTV   | 14ch            | 30W        | 180W | 近畿広域圏    | 約18万世帯        | 2006年10月1日 |
| 地上D 248ch     | MBS Gガイド        |              | 16ch            | 30W        | 180W | 近畿広域圏    | 約18万世帯        | 2007年5月     |

### 地上アナログテレビジョン放送設備（廃止）
2011年7月をもって廃止
| チャンネル | 放送局名           | コールサイン       | 空中線電力        | ERP                  | 放送対象 地域 | 放送区域 内世帯数 | 開局日         | 放送終了日     |
| ---------- | ------------------ | ------------------ | ----------------- | -------------------- | ------------- | ----------------- | -------------- | -------------- |
| 28ch       | NHK 大津総合       | JOQP-TV            | 映像1kW/ 音声250W | 映像7.9kW/ 音声2kW   | 滋賀県        | 不明              | 1971年 4月1日  | 2011年 7月24日 |
| 30ch       | BBC びわ湖放送     | JOBL-TV            | 映像1kW/ 音声250W | 映像7.2kW/ 音声1.8kW | 滋賀県        | 不明              | 1972年 4月1日  | 2011年 7月24日 |
| 36ch       | MBS 毎日放送       | （中継局の為無し） | 映像100W/ 音声25W | 映像500W/ 映像125W   | 近畿広域圏    | 不明              | 1968年 9月29日 | 2011年 7月24日 |
| 38ch       | ABC 朝日放送       | （中継局の為無し） | 映像100W/ 音声25W | 映像500W/ 映像125W   | 近畿広域圏    | 不明              | 1968年 9月29日 | 2011年 7月24日 |
| 40ch       | KTV 関西テレビ放送 | （中継局の為無し） | 映像100W/ 音声25W | 映像500W/ 映像125W   | 近畿広域圏    | 不明              | 1968年 9月28日 | 2011年 7月24日 |
| 42ch       | ytv 讀賣テレビ放送 | （中継局の為無し） | 映像100W/ 音声25W | 映像500W/ 映像125W   | 近畿広域圏    | 不明              | 1968年 9月29日 | 2011年 7月24日 |
| 46ch       | NHK 大阪教育       | （中継局の為無し） | 映像100W/ 音声25W | 映像580W/ 音声145W   | 全国          | 不明              | 1966年 5月27日 | 2011年 7月24日 |

- NHK大津放送局は2ch、BBCテレビは3ch、MBSテレビは4ch、ABCテレビは6ch、関西テレビは8ch、読売テレビは10ch、NHK教育は12chに設定されていた。

### 正式な放送所名
- NHK大津総合・大阪教育…宇佐山テレビ放送所
- BBC…宇佐山送信所
- 在阪広域局…大津テレビジョン放送局

### 備考
- NHK大阪教育テレビと在阪広域局のデジタル出力は、アナログ換算で300W相当となる為、実質3倍の増力となる。

### 滋賀県内のその他の親局送信所
- 彦根ラジオ送信所
- 大津FM送信所

### 送信所設置放送事業者
- NHK大津放送局
- NHK大阪放送局
- びわ湖放送
- 毎日放送
- 朝日放送テレビ
- 関西テレビ放送
- 讀賣テレビ放送

### 関西圏内のテレビ・FM送信所・基幹中継局
- 生駒山テレビ・FM送信所
- 飯盛山
- 比叡山
- 摩耶山送信所
- 松尾山テレビ・FM送信所
- 和歌山テレビ送信所・中継局